# 上原多香子
上原多香子（日语：／ Uehara Takako，1983年1月14日—），日本女歌手、演員，出生於冲繩縣豐見城市。

## 事業
1996年，上原作為日本流行音樂組合SPEED成員之一正式出道，經理人公司是VISION FACTORY(前身Rising Production)，當時的唱片公司是Toy's Factory，後移籍到AVEX旗下的廠牌SONIC GROOVE。她在SPEED中擔任伴舞和合音，組合在2000年解散，並2008年底再次重組至今。重組後，上原在SPEED中負責MC，常常以天然和爆笑的發言受到fans的歡迎。與SPEED成員HITOE自稱乙女心組合。
上原是SPEED中首個推出個人單曲的成員，從1999年開始，她同時兼顧歌手和演員的工作，取得了不俗的成績。她参演過數部日劇，以清純可愛的形象受到廣告商的青睞，參演過NTT DoCoMo、資生堂、富士相機、Dunlop等知名品牌的廣告，參演的部份廣告也曾在台灣播出，王力宏因偶然看到上原所出演的資生堂粉底廣告而被她的眼神吸引，在2008年底力邀其出演他的MV心跳的女主角。
最喜歡的食物是高麗菜，最早購入的私家車是一輛開篷車。SPEED剛出道的時候和成員一起住在公司安排的員工宿舍內，與成員HITOE住在同一間房間；其後曾與姐姐同住，因姐姐結婚搬走又再度變回獨居。家中養有一隻寵物狗SIMON（Toy Puddle），曾經也在房間飼養過葵鼠。平時很喜歡惡作劇，熱衷於躲在廁所嚇唬其他SPEED成員，更曾爬上廁所上方偷看其他SPEED成員。每次工作時，她都會趁吃便當或者空閒的時間打掃SPEED使用過的休息室，希望不要給工作人員留下不好的印象；在重組後更肩負SPEED成員和STAFF之間溝通意見的角色，因此被其他成員稱為SPEED的PETIT MANAGER（小經紀人）。
2017年8月，因為外遇醜聞，演藝事業停擺。2020年10月，上原在個人Instagram上宣布拜知名庭園設計師石原和幸為師。2022年8月，在個人Instagram上宣布將改行從事美容業，同年10月，參與化妝品品牌「REVI」沖繩店的開幕儀式。2023年1月，移居沖繩，以品牌認證化妝講師的身分加入「REVI」。

## 家庭
家中有父母、一個姐姐和一個哥哥。父親是普通公務員，曾因工作調動而舉家遷往千葉，後再遷回沖繩。小時候曾學習鋼琴，擅長游泳。因性格內向，被母親送到沖繩藝人學校學習歌舞表演。初中時因藝人出道而從沖繩轉學至東京，高中則畢業於東京都立代代木高等學校。
曾經因拍攝Dream Maker而與同公司男藝人ISSA（DA PUMP）傳出戀情，其後上原曾表示ISSA是一個很好的Boy Friend而確認二人交往。其後曾傳出緋聞的對象包括山本耕史、降谷建志（Dragon Ash）、小澤征悅、赤西仁等，其中以被拍到與赤西仁街頭擁抱的照片的姐弟戀最為轟動。2009年SPEED TOUR結束後傳出與Dancer AKIHIRO熱戀中。
2012年8月，上原通過經紀公司宣布，與去年在311大地震募款活動中認識的日本嘻哈團體「ET-KING」成員TENN（森脇隆宏）成婚，移居大阪。2014年9月25日，TENN被發現在自家的箱型車內上吊身亡，原因未明，上原因為目睹丈夫死狀情緒崩潰，一度陷入失語低潮，讓大眾相當同情。
2017年8月，TENN的弟弟對媒體公開了TENN生前在手機留下的內容，顯示TENN知道上原多香子與演員阿部力有婚外不正當兩性關係，並掌握了兩人之間的通聯訊息，甚至有親密照。由於時間點就在TENN確定因為精子缺陷問題不能生育後，因此TENN在手機內留下的遺書中將外遇責任歸咎於自己無法生育，疑似是導致TENN選擇輕生的主因。事發後，上原名聲全毀，失去所有工作邀約，經紀公司也無力幫她安排工作，演藝事業全面停擺。
2018年9月，上原被報導低調和41歲劇作家男友高山和也成婚，並傳是奉子成婚；同年10月，高山在個人臉書上承認已婚且上原已有身孕的消息。因為失去所有收入，上原在婚前就已從月租10幾萬日圓的高級大廈搬進丈夫住的平民公寓，她沒有收入，丈夫的收入也不穩定，兩人大多以存款過活，節儉度日，平常以腳踏車或公車代步。2022年1月，女性雜誌《デイリーニュースオンライン》報導，上原與高山還有第二個孩子，是個女兒。
2023年7月5日，《週刊文春》報導，上原在美容業又與工作上認識的年輕實業家外遇，被發現後，高山疑似對上原家暴並驚動了警察，不過因為上原不願意提告而沒有鬧大，雙方分居，正在協議離婚，上原帶著兩個幼子與外遇對象同居。

## 作品集

### 單曲
- 1999年3月25日  My first love
- 1999年9月29日  Come close to me
- 2000年4月19日  my greatest memories
- 2001年4月18日  SWEET DREAMS
- 2002年3月13日  Kiss you 情熱
- 2002年5月22日  GLORY-君がいるから-（GLORY-因為有你）；動畫『One Piece』7th片尾曲
- 2002年9月19日  Air
- 2003年3月12日  Make-up Shadow
- 2004年2月25日  Blue・Light・Yokohama
- 2004年10月20日 Galaxy Legend/Ladybug

### 專輯
- 2000年7月26日  first wing
- 2003年3月26日  pupa
- 2007年3月14日  départ ～takako uehara single collection～

### DVD／錄影带
- 2000年9月27日  my first wing（錄影带）
- 2003年3月19日  TAKAKO UEHARA ON REEL-CLIPS&MORE (DVD)

### 寫真集
- 2000年10月25日 17 ISBN 4-8470-2583-0
- 2003年1月14日  Vingt Takako（法語：20 多香子）ISBN 4-8470-2748-5
- 2006年2月14日  Veintitres（西班牙語：23）ISBN 4-8470-2916-X

### 書籍
- 2006年8月28日  ゆんたく日記 ISBN 4-87257-687-X

### 日劇
- 1999年  甦醒的金狼主演
- 2000年  秀逗小護士3、新宿暴走救急隊
- 2001年  美麗7人行
- 2002年  秀逗男護士
- 2003年  開朗家族
- 2004年  讓愛想起來
- 2005年  為愛瘋狂 主演
- 2008年  252生存訊號episode.ZERO
- 貴族偵探 第8回 (2017年6月5日、富士電視台)飾-韮山（にらやま）瞳

### 電影
- 1998年7月  Andromedia（SPEED成員一起演出）
- 1999年10月 夢製造廠
- 2002年5月  護士的工作 The 電影
- 2002年7月  數碼寶貝最前線 配音：ダルクモン
- 2004年7月  神奇寶貝動畫電影版：裂空的訪問者 代歐奇希斯 配音：優子

### 舞台
- 2005年11月～12月 Little Shop Of Horrors
- 2008年2月6～28日 The Musical Comedy the wedding singer

### MV
- 王力宏『心·跳』

### 廣告
- HOUSE FOODS
- NTT DoCoMo
- NEC
- 明治製菓
- 資生堂
- POKKA軟性飲料
- 富士軟片
- FamilyMart
- 日本可口可樂「爽健美茶」

## 外部連結
- 上原多香子攝影寫真鑑賞 （页面存档备份，存于）
- 上原多香子官方網站
- VISION FACTORY官方網站（页面存档备份，存于）